# Kanton Toulon-5
Kanton Toulon-5 (fr. Canton de Toulon-5) je francouzský kanton v departementu Var v regionu Provence-Alpes-Côte d'Azur. Tvoří ho pouze část města Toulon.

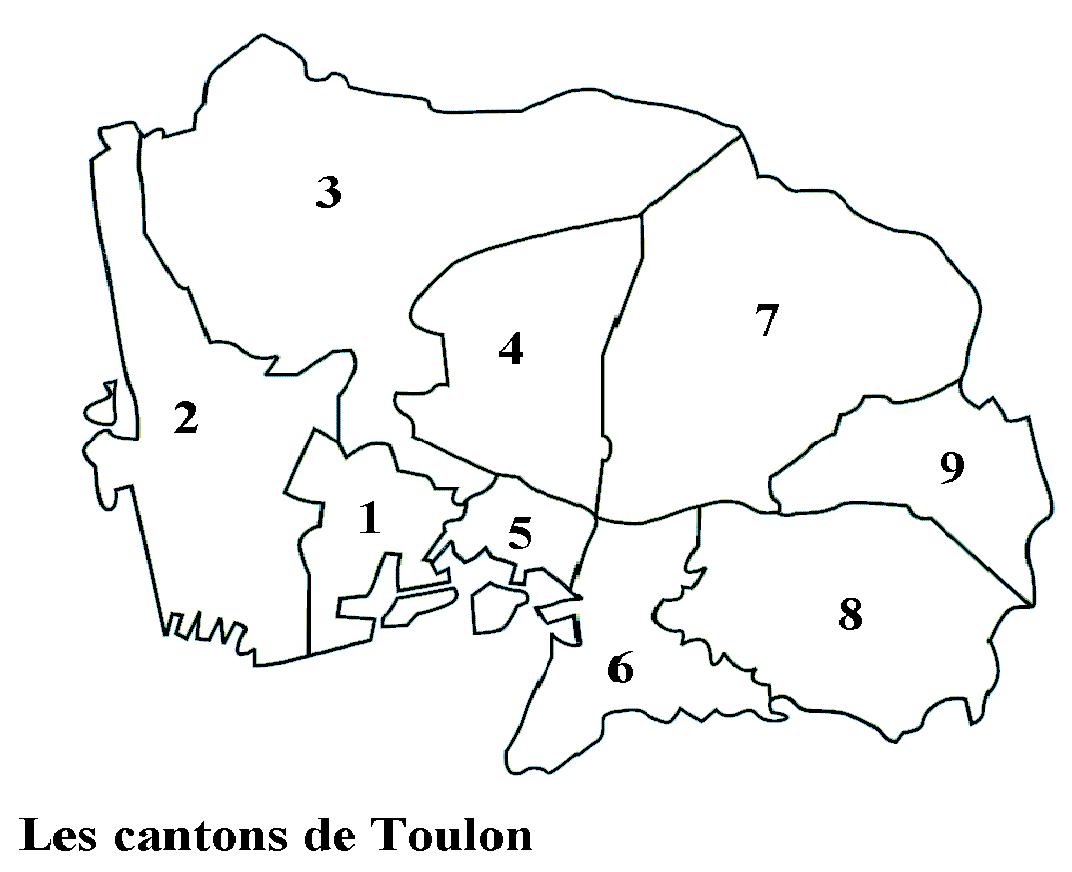
Uspořádání kantonů na mapě města Toulon